# Лерон, Андре
Андре Лерон (фр. André Lerond; 6 декабря 1930, Гавр, Нормандия, Франция — 8 апреля 2018, Брон, Овернь — Рона — Альпы, Франция) — французский футболист, игравший на позиции защитника.

## Клубная карьера
Во взрослом футболе дебютировал в 1950 году выступлениями за команду клуба «Канн».
Своей игрой за эту команду привлёк внимание представителей тренерского штаба клуба «Лион», в состав которого перешёл в декабре 1951 года. Сыграл за команду из Лиона следующие восемь сезонов своей игровой карьеры. Большую часть времени, проведённого в составе «Лиона», был основным игроком защиты команды.
Завершил профессиональную игровую карьеру в клубе низшей лиги «Стад Франсе», за команду которого выступал на протяжении 1959—1963 годов.

## Выступления за сборную
В 1957 году дебютировал в официальных матчах в составе национальной сборной Франции. В течение карьеры в национальной команде, которая длилась 7 лет, провёл в форме главной команды страны 31 матч.
В составе сборной был участником чемпионата мира 1958 года в Швеции, на котором команда завоевала бронзовые награды.